# 安徽省 (中華民国)
安徽省（あんきしょう）は、中華民国に存在した省。現在の中華人民共和国安徽省の大部分に相当する。

## 管轄区域
清代の安徽省をほぼ継承している。
東は江蘇省、西は河南省及び湖北省、北は山東省、南は浙江省及び江西省に接していた。

## 省政府沿革
1911年（宣統3年）、辛亥革命が発生すると、11月8日に安徽省は独立を宣言、都督府都督を自ら設置、12月12日に開催された省臨時議会で孫毓筠が都督に選出され、12月21日には正式に安徽軍政府を設置している。この時期別に組織された軍政分府には11月10日に成立した廬州軍政分府（翌年3月解体）や11月29日に成立した蕪湖軍政分府などがある。
1912年（民国元年）、中華民国が成立すると省民政長官として民政長が設置され、下部に民政、財政などの司が設置された。1914年（民国3年）5月23日には民政長を巡按使と改称、更に1916年（民国5年）7月6日に省長と改称されている。
1927年（明国16年）3月25日、国民党中央政治会議第は安徽省政務委員会の設置を決定、同月30日には各委員の任命が行われたが、同月27日、蔣介石は国民革命軍総司令のメイギで別に政務委員会の設置を行っている。4月に発生した上海クーデター以降、安徽省は南京国民政府に帰属した。
7月25日、南京国民党中央政治会議は安徽省の政務委員会を省政府委員会に改編、8月10日には省政府が設置されている。1936年（民国25年）6月、行政院により全省に10区の行政督察区が設置され、省政府の補助機関として運営されるようになった。日中戦争が勃発すると1937年（民国26年）末に山東省は日本軍により占拠され、中華民国臨時政府、続いて汪兆銘政権の華北政務委員会により行政運営がされるようになったが、国民政府も亡命政府として安徽省政府を維持していた。
1945年（民国34年）8月、日本軍の敗北と汪兆銘政権の崩壊により国民政府の行政権が回復、10月には山東省政府委員会が新たに組織された。1949年（民国38年）4月、共産党軍は省全域を占拠、中華民国は実効支配権を喪失している。

## 省会
1912年（民国元年）から1945年（民国34年）11月までは基本的に省会は懐寧県に設置された。北京政府時代には地方軍閥の跋扈により蚌埠県に臨時省会が設置されたこともあった。日中戦争中は六安県（1938年1月13日から6月26日）、立煌県（1938年6月26日から1945年8月）に省政府が疎開している。1945年（民国34年）11月以降は合肥県に設置された。

## 歴代省長
| 代 | 氏名   | 就任日     | 退任日 |
| -- | ------ | ---------- | ------ |
| 1  | 孫毓筠 | 1912年3月  | -      |
| 2  | 柏文蔚 | 1912年4月  | -      |
| 3  | 孫多森 | 1913年6月  | -      |
| 4  | 倪嗣沖 | 1913年7月  | -      |
| 5  | 張勲   | 1916年4月  | -      |
| 6  | 倪嗣沖 | 1917年7月  | -      |
| 7  | 張文生 | 1920年9月  | -      |
| 8  | 馬聯甲 | 1922年10月 | -      |
| 9  | 王揖唐 | 1924年11月 | -      |
| 10 | 鄭士琦 | 1925年4月  | -      |
| 11 | 姜登選 | 1925年8月  | -      |
| 12 | 鄧如琢 | 1925年11月 | -      |
| 13 | 陳調元 | 1926年3月  | -      |
| 14 | 方振武 | 1929年5月  | -      |
| 15 | 石友三 | 1929年10月 | -      |
| 16 | 王金鈺 | 1930年1月  | -      |
| 17 | 馬福祥 | 1930年3月  | -      |
| 18 | 陳調元 | 1930年9月  | -      |
| 19 | 呉忠信 | 1932年4月  | -      |
| 20 | 劉鎮華 | 1933年5月  | -      |
| 21 | 劉尚清 | 1937年4月  | -      |
| 22 | 蔣作賓 | 1937年11月 | -      |
| 23 | 李宗仁 | 1938年1月  | -      |
| 24 | 廖磊   | 1938年9月  | -      |
| 25 | 李品仙 | 1939年10月 | -      |
| 26 | 夏威   | 1948年8月  | -      |
| 27 | 張義純 | 1949年3月  | -      |

## 行政区画

### 道制
1913年（民国2年）1月8日、北京政府が発布した『劃一令』により皖北道が設置されたが、管轄地域について具体的に規定されず、1914年（民国3年）5月に廃止された。
同月、『道官制』により安慶、蕪湖、淮泗の3道が設置されたが、1927年（民国16年）の北伐軍の進駐により道制は廃止された。
- 安慶道
- 蕪湖道
- 淮泗道

### 県級行政区画
中華人民共和国成立直前の管轄県は下記の1市64県。（50音順）
- 市
  - 蚌埠市:1947年4月に鳳陽県蚌埠鎮に設置された。
- 県
  - 黟県
  - 英山県
  - 潁上県
  - 懐遠県
  - 懐寧県:1927年、城区に安慶市を設置したが、1930年9月に廃止、再統合されている。
  - 霍邱県
  - 霍山県
  - 岳西県:1935年、潜山、舒城、霍山、太湖の4県境に岳西設治局を設置、1936年に岳西県に改編。
  - 嘉山県:1932年、滁県、来安、定遠、盱眙の4県の一部に設置された。
  - 渦陽県
  - 含山県
  - 貴池県
  - 祁門県
  - 歙県
  - 休寧県
  - 盱眙県
  - 涇県
  - 広徳県
  - 合肥県
  - 五河県
  - 泗県
  - 至徳県:清代の建徳県。1914年1月に秋浦県、1932年に至徳県と改称。
  - 寿県
  - 宿県
  - 宿松県
  - 舒城県
  - 滁県
  - 旌徳県
  - 青陽県
  - 績渓県
  - 石埭県
  - 潜山県
  - 全椒県
  - 宣城県
  - 巣県
  - 太湖県
  - 太平県
  - 太和県
  - 定遠県
  - 天長県
  - 桐城県
  - 当塗県
  - 東流県
  - 銅陵県
  - 南陵県
  - 寧国県
  - 亳県
  - 繁昌県
  - 婺源県
  - 蕪湖県
  - 阜陽県
  - 望江県
  - 鳳台県
  - 鳳陽県
  - 無為県
  - 蒙城県
  - 来安県
  - 立煌県:1932年、霍山、霍邱、六安及び河南省の商城、固始の一部に設置され河南省の管轄とされた。1933年4月に安徽省に移管された。
  - 臨泉県
  - 霊璧県
  - 郎渓県:清代の建平県。1914年1月に改称。
  - 六安県
  - 廬江県
  - 和県

### 行政督察区
1932年（民国21年）4月、呉忠信が安徽省主席に就任した際に試行された首席県長制が行政督察区の前身である。全省に10区を設置、区内の県長より主席県長1名を選出し、省政府との連絡業務を務めたが、同年8月に行政督察区制が施行されると廃止されている。
同年8月、『行政督察区暫行条例』により全省を10区に分割（1937年に8区に改編）された。日中戦争が勃発すると日本軍により津浦や淮南線沿線地域が占領されると第2区の行政機能が停止され第5区、8区、9区に編入されるなど、戦況に応じて行政区画の変更が行われたが、この時期の山東省は中華民国臨時政府とその後の華北政務委員会の実効支配を受けていたために実際に施行されたものではない。
1945年（民国34年）8月、日本の敗戦と汪兆銘政権の崩壊により中華民国が実効支配権を回復、省内を10区に再編し、1949年（民国38年）の中華人民共和国建国まで沿襲された。